# Unplugged – Live
Unplugged – Live je koncertní album tria Michal Prokop, Luboš Andršt a Jan Hrubý nahrané akustickou formou – unplugged. Vydáno bylo v roce 2005 labelem Indies Records.
Album představuje záznam dvou koncertů v brněnské Staré pekárně s premiérovým uvedením písně Ztracená myšlenka na hudebním nosiči. Trio spolu hrálo v období 1987–1990 a opět společně začalo vystupovat od roku 2000.

## Obsazení
- Michal Prokop – zpěv, kytara
- Luboš Andršt – kytara
- Jan Hrubý – housle

## Skladby
1. Rain
2. Miss July
3. Bitva o Karlův most
4. Blues o spolykaných slovech
5. I' Your Hoochie Coochie Man
6. Ztracená myšlenka
7. Dobrú noc má milá
8. Boom Boom

## Recenze
„Do sladké nadýchané výplně dojemna a dohladka vyváleli nadměrnou reprodukcí potrhané hity „Bitva o Karlův most“ a zmiňované „Blues o...“. Bez jakýchkoli úprav, za syrova, mohly být přihozeny „nové“ ingredience – Skoumalova ladná „Miss July“ a Andrštova jazzůvka „Ztracená myšlenka“.
L. Svoboda, musicserver.cz